# Franz Xaver d'Abancourt de Franqueville
Franz Xaver D'Abancourt de Franqueville naît le 28 janvier 1815 à Lesko en Galicie (à l'époque dans l'empire d'Autriche) et meurt le 22 avril 1892 à Bolekhiv. Il est connu comme économiste et publiciste. Ayant étudié les sciences naturelles et l'agronomie, il s'engage pour l'industrialisation de la Galicie et est un pionnier des chemins de fer.